# استن شیه
استن شیه (به چینی: 施振榮) (زاده ۱۸ دسامبر ۱۹۴۴) کارآفرین، بازرگان و مدیر ارشد اجرایی تایوانی است، که در سال ۱۹۷۶ شرکت ایسر را تأسیس نمود.